# Beavis and Butt-Head in Virtual Stupidity
Beavis and Butt-Head in Virtual Stupidity est un jeu vidéo d'aventure développé par ICOM Simulations et édité par Viacom New Media, sorti en 1995 sur Windows et PlayStation. Il est adapté de la série Beavis et Butt-Head.

## Accueil
- Adventure Gamers : 4/5[1]
- PC Team : 91 %[2]